# Speedwell (Schiff, 1577)
Die Speedwell war ein 60-Tonnen-Segelschiff, das nach Plan gemeinsam mit der Mayflower Pilgerväter nach Nordamerika in ein Gebiet der London Company, in etwa im heutigen Virginia, bringen sollte, jedoch die Reise zweimal wegen technischer Probleme nahe England abbrach und letztlich an der Atlantik-Querung der Mayflower nicht teilnahm.

## Geschichte
Das Schiff wurde 1577 unter dem Namen Swiftsure gebaut. Sein Bau war Teil der englischen Vorbereitungen für den Krieg gegen Spanien. Das Schiff nahm am Kampf gegen die spanische Armada teil. Während der Azoren-Expedition von Robert Devereux, 2. Earl of Essex 1596 diente es als Schiff seines Stellvertreters Gilly Merick. Nachdem die Feindseligkeiten mit Spanien endeten, wurde es im Jahre 1605 außer Dienst gestellt, für zivile Zwecke umgebaut und in Speedwell umbenannt.
Das Schiff kam nach Holland, wo es von einer Gruppe englischer Puritaner erworben wurde, die vor der religiösen Unterdrückung in England nach Leiden geflohen waren. Nach einigen Jahren in Holland wollten sie das Land wieder verlassen. Die Gründe dafür waren die wirtschaftliche Not eines Teils der Gruppe, die Sorge vor einer Assimilation ihrer kleinen Gruppe in die niederländische Gesellschaft sowie der Wunsch, missionarisch tätig zu sein, um die Ausbreitung der puritanischen Sicht des Evangeliums zu fördern.
Am 21. Juli 1620 verließen sie unter dem Kommando von Kapitän John Thomas Chappell Delfshaven, heute ein Teil von Rotterdam, um in Southampton mit der Mayflower zusammenzutreffen. Diese war von einigen Investoren erworben worden. Deren Besatzung bestand aus weiteren Separatisten und zusätzlichen Kolonisten, die von den Investoren engagiert waren. Man schloss sich zusammen, um gemeinsam in die „Neue Welt“ aufzubrechen.

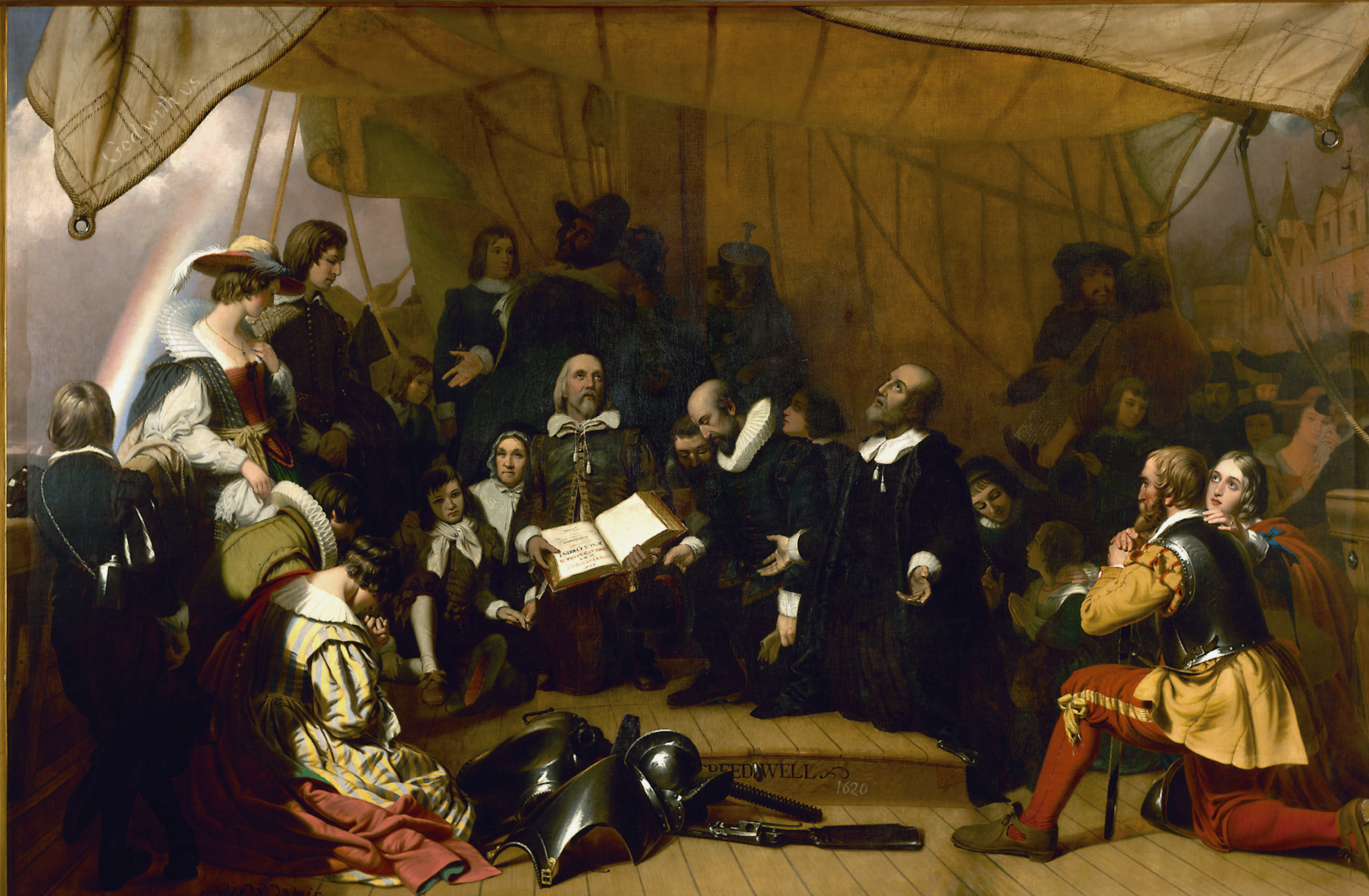
Die Pilgerväter auf der Speedwell kurz vor der Abreise nach Amerika (Robert W. Weir, 1844)

Die beiden Schiffe legten am 5. August 1620 ab. Bereits nach kurzer Zeit wurde an der Speedwell jedoch ein Leck festgestellt, sodass beide Schiffe zunächst nach Dartmouth segelten, wo Reparaturen durchgeführt wurden. Beim zweiten Versuch segelten die beiden Schiffe etwa 100 Seemeilen um Land’s End in Cornwall, aber die Speedwell schlug wieder leck, sodass beide Schiffe Plymouth anliefen. Dort beschloss man, dass es ohne die Speedwell und nur auf der Mayflower Richtung Amerika gehen sollte. Elf Passagiere der Speedwell wechselten zur Mayflower über, einige gingen nach London, andere kehrten auch nach Holland zurück.
Mit 103 Passagieren setzte die Mayflower dann ihre Reise allein fort. Beim dritten Anlauf verließ sie Plymouth am 6. September 1620 und traf am 11. November 1620 in Cape Cod ein. Ein Ersatzschiff für die Speedwell, die Fortune, erreichte die neue Plymouth Colony ein Jahr später, am 9. November 1621.
Es wurde später behauptet, die Ausfälle der Speedwell wären durch Sabotage zustande gekommen, die Mannschaftsmitglieder verübt hätten, um den Verpflichtungen ihrer langfristigen Verträgen zu entgehen, aber es gibt keine konkreten Beweise für diese Behauptung.
Eine mögliche Erklärung ist, dass die Speedwell mit einem zu hohen Hauptmast ausgerüstet worden war. Im Trockendock war davon nichts zu merken. Auf der Fahrt jedoch, wenn die Windlast mithilfe der Hebelwirkung des Mastes eine nicht unerhebliche Krafteinwirkung auf den Schiffskörper ausübte, dehnten sich die Schiffsplanken derart, dass das Schiff leck lief.
Das weitere Schicksal der Speedwell ist nicht bekannt. Vermutlich kehrte sie nach Holland zurück oder wurde in England verkauft. Im Jahr 1656 kamen acht Quäker, darunter Christopher Holder und John Copeland, mit einem Segelschiff namens Speedwell nach Boston (siehe Märtyrer von Boston); ob es sich dabei um das gleiche Schiff handelte, oder ob nur eine gewollte oder ungewollte Namensgleichheit vorliegt, ist nicht gesichert.